# Сталь-5
Сталь-5 — пассажирский 18-местный самолёт, разработанный А. И. Путиловым.
После самолётов «Сталь-2» и «Сталь-3» А. И. Путилов продолжил свои опыты с нержавеющей сталью. Очередной его проект, в котором основным конструкционным материалом являлась сталь марки «Энерж» стал самолёт «Сталь-5».
Это был оригинальный пассажирский 18-местный самолёт схемы «летающее крыло» с двумя двигателями. Самолёт имел размах 23 м и площадь 120 м². Проектирование было начато в 1933 году.
Самолёт «Сталь-5» был построен по схеме «летающее крыло» с двумя двигателями «Сальмсон» мощностью по 45 л. с. Каркас самолёта был выполнен из стали «Энерж», обшивка крыла фанерная, а оперения — полотняная. Модель не вполне совпадала с проектной схемой «Сталь-5». Задняя кромка была почти прямая, а на концах были поставлены «шайбы» вертикального оперения. Вся задняя кромка, за исключением участка за кабиной, была занята элеронами и рулями высоты перевёрнутого профиля. В 1935 году самолёт испытывался в полёте (лётчик В. В. Карпов). В результате испытаний выяснилось, что самолёт очень строг в пилотировании. Этим всё и закончилось. Было решено большой самолёт «Сталь-5» не строить, а ускорить постройку пятиместного (четыре пассажира и один лётчик) почтово-пассажирского самолёта «Сталь-11».